# KkStB 162
Die kkStB 162 war eine Tenderdampflokomotivreihe der k.k. Staatsbahnen (kkStB) mit der Achsformel C n2t, die von mehreren unterschiedlichen Privatbahnen stammte.
So wurden die 162.01–04, 14–15 und 16–20 von der Österreichischen Nordwestbahn (ÖNWB) übernommen, die 162.05–12 und 43–45 kamen von der Böhmischen Nordbahn (BNB), die 162.21–23 wurden von der kkStB selbst beschafft, die 162.24–30 stammten von der Reichenberg-Gablonz-Tannwalder Eisenbahn (RGTE) und die 162.41–42 von der Kaiser Ferdinands-Nordbahn (KFNB).

## KkStB 162.01–30, 43–45 (ÖNWB, BNB, RGTE)
Die ÖNWB ließ bei der Wiener Neustädter Lokomotivfabrik für die Lokalbahn Großpriesen-Wernstadt-Auscha 1890 vier Tenderlokomotiven der Bauart Cn2t bauen, die die Nummern 1A–4A bekamen und später kkStB 162.01–04 wurden.
Die Maschinen erfüllten ihre Aufgaben so gut, dass für die SNDVB 1895 fünf gleichartige Lokomotiven beschafft wurden.
Sie bekamen bei der ÖNWB die Nummern 451–455 und gehörten der Reihe ÖNWB XV an.
Nach Übernahme der ÖNWB durch die kkStB wurden sie 162.16–20.
Nach gleichem Bauschema wurden außerdem folgende Lokomotiven beschafft:
- 8 Stück 1896/1905 für die BNB Reihe VIa (später kkStB 162.05–12) sowie weitere
- 3 Stück für die im Betrieb der BNB stehende Lokalbahn Böhmisch Leipa–Steinschönau Reihe VIa (später kkStB 162.43–45)
- 7 Stück 1894 für die RGTE 11G–15G, wovon 2 Stück 1903 und 1909 bereits für die kkStB auf Rechnung der RGTE (später kkStB 162.24–30),
- 2 Stück 1893 für die im Betrieb der ÖNWB stehende Lokalbahn Častolowitz–Reichenau an der Kněžna–Solnitz 1S–2S (später kkStB 162.14–15)
- 3 Stück 1899 für die im Betrieb der kkStB stehende Lokalbahn Starkenbach–Rochlitz (kkStB 162.21–23)

Die Lokomotiven wurden von der Böhmisch-Mährischen Maschinenfabrik, den Lokomotivfabriken Wiener Neustadt, Floridsdorf und Krauss/Linz gebaut.
Nach dem Ersten Weltkrieg kamen die meisten Lokomotiven dieser Reihe zur ČSD, die sie als Reihe 313.4 einordnete.
Eine Lok des ehemaligen BNB-Bestandes kam nach Rumänien zur CFR.
Während des Zweiten Weltkrieges hatten sie die DR-Nummern 98.1211–1228.
Nach 1945 landeten die verbliebenen Maschinen wieder bei der ČSD, wo sie eine Zeit lang auf einigen Lokalbahnen Dienst taten – u. a. ist der Dienst auf der Lokalbahn Großpriesen-Wernstadt-Auscha mit Steigungen bis 40 ‰ bis 1950 belegt. Danach wanderten die Lokomotiven in den Verschiebedienst und später in den Werksdienst ab. Die letzten Maschinen waren die 313.404 (Dienst im Depot Turnov) und 313.424 (in Česká Lípa), die 1966 ausgemustert wurden.
Die Lokomotive 313.432 ist als betriebsfähige Museumslokomotive erhalten geblieben.

## Galerie

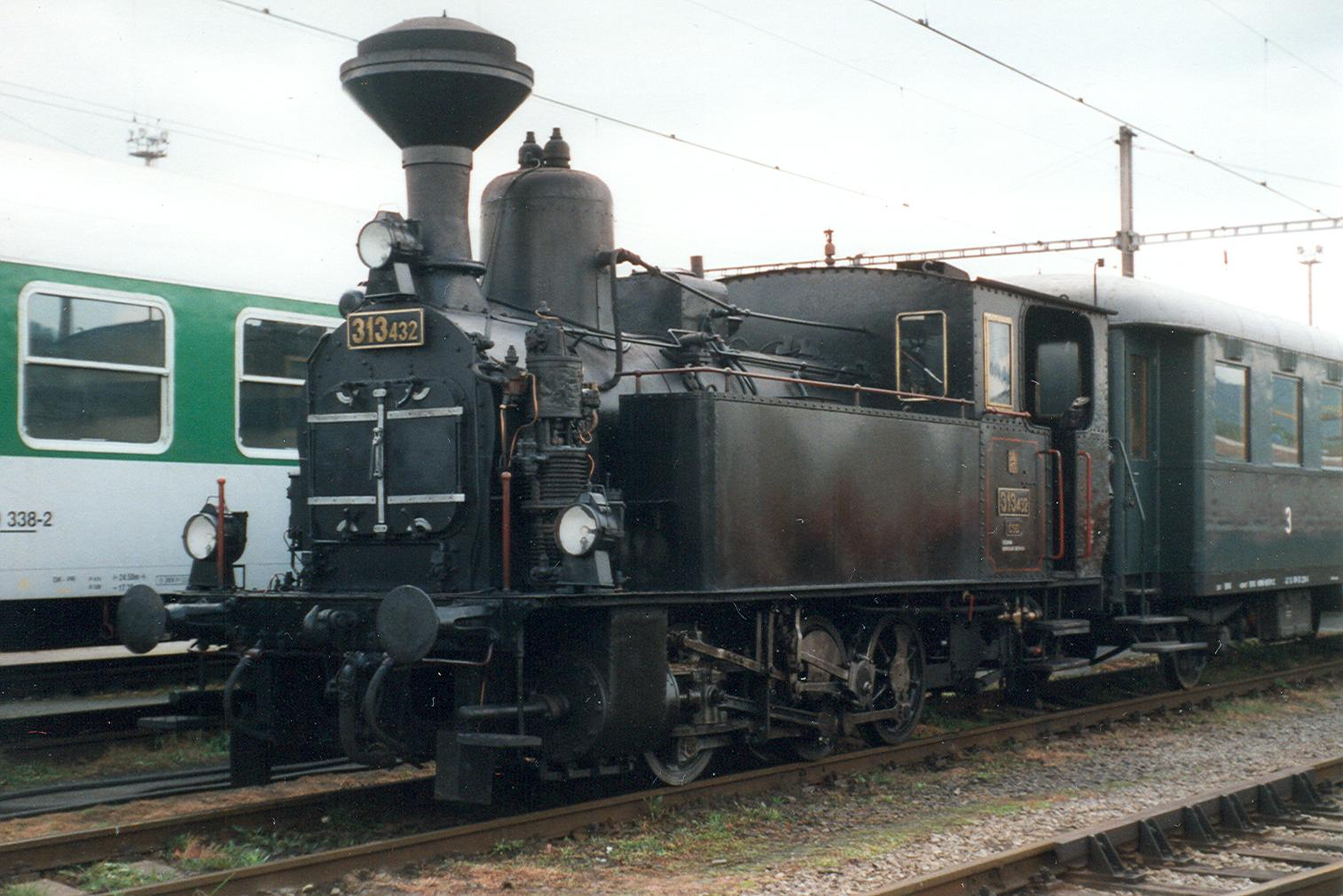
313.432 als Museumslokomotive in Děčín hl.n.

## KkStB 162.41–42 (KFNB)
Die beiden Lokomotiven kkStB 162.41–42 waren Tenderlokomotiven der kkStB für Nebenbahnen, die ursprünglich von der Kaiser Ferdinands-Nordbahn (KFNB) stammten.
Sie besaßen die Achsformel Cn2t und wurden von der Lokomotivfabrik Krauss in Linz im Jahre 1895 gebaut.
Im Betrieb bei der zur KFNB gehörenden Lokalbahn Stramberg–Wernsdorf trugen sie ursprünglich die Namen WILHELM und CARL sowie die Nummern 904" und 920 der Reihe KFNB IX.
Sie unterschieden sich in Details von den anderen Maschinen der Reihe 162.